# Take Another Picture
Take Another Picture è il secondo album in studio del gruppo musicale statunitense Quarterflash, pubblicato nel 1983.

## Tracce
1. Take Me to Heart – 3:30
2. Take Another Picture – 4:27
3. Shane – 4:30
4. Eye to Eye – 4:11
5. It Don't Move Me – 4:03
6. Shakin' the Jinx – 4:55
7. Make It Shine – 4:08
8. One More Round to Go – 3:40
9. Nowhere Left to Hide – 4:02
10. It All Becomes Clear – 2:20